# Ophioclastus hataii
Ophioclastus hataii är en ormstjärneart. Ophioclastus hataii ingår i släktet Ophioclastus och familjen Ophiodermatidae. Inga underarter finns listade i Catalogue of Life.